# Etisalat Tower 2
Etisalat Tower 2 – wieżowiec w Dubaju, w Zjednoczonych Emiratach Arabskich, o wysokości 185 m. Budynek liczy 33 kondygnacje. Ukończenie budowy miało miejsce w 2007.